# 宇宙人ピピ
『宇宙人ピピ』（うちゅうじんピピ）は、NHKで1965年4月8日から1966年3月31日まで放送されたSFテレビドラマである。全52回。放送時間（JST）は木曜18:00 - 18:25。

## 概要
宇宙人ピピと彼を取り巻く地球人との騒動を描いたコメディドラマである。ピピはアニメーション、円盤は写真で描かれており、実写とアニメを掛け合わせた日本初の合成作品とされている。
作は小松左京と平井和正の合作。小松の原作でディズニー映画『南部の歌』のようなアニメと実写を合成した作品をNHKで制作することになったが、小松が大阪から原稿を送り週1回の放送を1人でこなすのは困難だったことから、テレビアニメを経験していた平井にバックアップを頼み、合作が実現した。小松が大体の構想について平井に説明してプロットを作り、平井がそれを受けてシナリオ化した。
また、本作には誕生して間もない星新一のトレードマーク「ホシヅル」が登場している。
石ノ森章太郎（当時：石森）によって漫画化も行われ、『たのしい幼稚園』に掲載された（1965年7月号から1966年3月号まで）。2014年に配信された電子書籍『石ノ森正太郎デジタル大全』（講談社）の『エンゼル2』にこの作品が収録された。

## あらすじ
ある日、小さな円盤（直径30～40cmくらい）が墜落する。搭乗していたのはピピと名乗る宇宙人で、地球より100万年科学が進んだ星からやって来たという。その円盤を偶然俊彦、良子の兄妹が見つけたことから、ピピは兄妹の友だちになる。進んだ科学の力でつくられた円盤で時間旅行をしたりと、ピピといっしょに楽しい毎日が始まった。悪気はないんだけどいたずらっ子のピピのせいで、ロボットが大暴れしたり、ちょっぴりこわいこともあったけど、最後はピピがなんとかしてくれた。楽しい日々もあっというまに過ぎ、ピピは兄妹に別れを告げて自分の星に帰って行った。

### 朝日ソノラマ版
当時、『宇宙人ピピ』の主題歌とサウンドドラマを収録したレコードが朝日ソノラマより発売されており、ピピと兄弟との最初の出会いが描かれている。
ある日の放課後。俊彦、良子の兄妹や友たちが遊び場にしているお寺の空き地で突然測量が始まり、子どもたちは追い出された。和尚さん(小笠原章二郎)は出費がかさんだため、寺の空き地を駐車場にすることにしたと、すまなそうに説明した。がっかりする子どもだち。その時、小さな小さな円盤が、以前に子供たちが植えた杉の苗木に衝突して、木をまっぷたつにしてしまった。円盤から出て来たのは、遠い星からやってきた宇宙人のピピだった。「ぼくの名前はピピ。君達と友だちになりたい」良子から、せっかく子供たちが植えた木が折れてしまったとを聞かされたピピは、「かんたんなことさ。円盤を使って過去の世界に行き、折れた木をもう一度植えればいいんだ」と語り、子どもたちを三百年前の時代のお寺に連れて行ってくれた。子どもたちが改めて植樹をしていると、突然、ちょんまげの人たちが子どもたちを取り囲んだ。「怪しい奴め！キリシタンのバテレンにちがいない。それ、捕まえろ！」ピピはあわてて子どもたちを連れて現代に戻って来た。折れたはずの杉の苗は、天をも仰ぐ巨木に成長していた。この木を売れば、もう空き地を売る必要もなくなる。みんなは大喜び。良子は「いつか星の世界に連れて行ってね」とピピにお願いするのだった。

## 登場人物
ピピ
声：中村メイコ
黄色いボディに大きな鼻が特徴の宇宙人。
俊彦
演：安中滋 
良子
演：北条文栄
ゴン
演: 加藤順一
ケン
演: 乾進
シュン
演: 中島浩二
ホシヅル
声：石森達幸
お父さん
演：庄司永建
お母さん
演：島田妙子

## 主題歌
オープニング「宇宙人ピピ」
作詞 - 若林一郎 / 作曲 - 冨田勲 / 歌 - 中村メイコ、コロムビアゆりかご会
CDによっては「ピピのテーマソング」との題表記もあり。
エンディング「ピピのうた」
作詞 - 小松左京 / 作曲 - 冨田勲 / 歌 - 中村メイコ
CDによっては「ピピとうたおう」との題表記もあり。
（『海のトリトン』にも「ピピのうた」と題する挿入歌があるので注意を要する。そちらは作詞 - 丘灯至夫 / 作曲 - 松山祐士 / 歌 - 広川あけみ）

## スタッフ
- 作：小松左京、平井和正
- 動画：テレビ動画
- 演出：今西陽一郎、椿信夫
- 作画：福原悠一
- 音楽：冨田勲
- 撮影：石田充、海老広司
- 編集：長尾義之
- 録音：森重清、溝口雅義
- 効果：織田晃之祐

## 映像の現存・ビデオソフト化
NHKには現在、全52本のフィルムの内の第37回（1965年12月23日放送）と第38回（1965年12月30日放送）の2本の現存が確認されている。第38回の映像はNHKの子供向け番組を集めたDVD『懐かしの子供番組グラフィティ』第1巻に収録されているほか、LD・VHS『マニア愛蔵版 懐かし〜いTVアニメテーマソングコレクション』にはオープニング映像が収録されている。
保存が確認されている第37回・第38回は、NHK各放送局および関連施設の「番組公開ライブラリー」にて視聴可能である。
この2本以外のフイルムは行方不明になっている。